# Annœullin
Annœullin település Franciaországban, Nord megyében. Lakosainak száma 10 887 fő (2022. január 1.). Annœullin Allennes-les-Marais, Don, Bauvin, Carnin, Carvin, Provin és Sainghin-en-Weppes községekkel határos.

## Népesség
A település népességének változása:
| Lakosok száma | 10 246 | 10 407 | 10 597 | 10 428 | 10 486 | 10 471 | 10 679 | 10 780 | 10 887 |
|               | 2013   | 2015   | 2016   | 2017   | 2018   | 2019   | 2020   | 2021   | 2022   |